# NUC server
NUCserver (NUC서버)는 인텔이 생산하는 NUC (Next Unit of Computing) 전실이나 데이터 센터 환경에서 서버로 사용할 수 있도록 구성한 솔루션이다. 인텔의 브랜드인 NUC와 달리 NUCserver는 대한민국의 벤처기업인 주식회사 트루네트웍스의 독자 브랜드이며 인텔의 파트너 솔루션 디렉토리에 등재되어 있다.

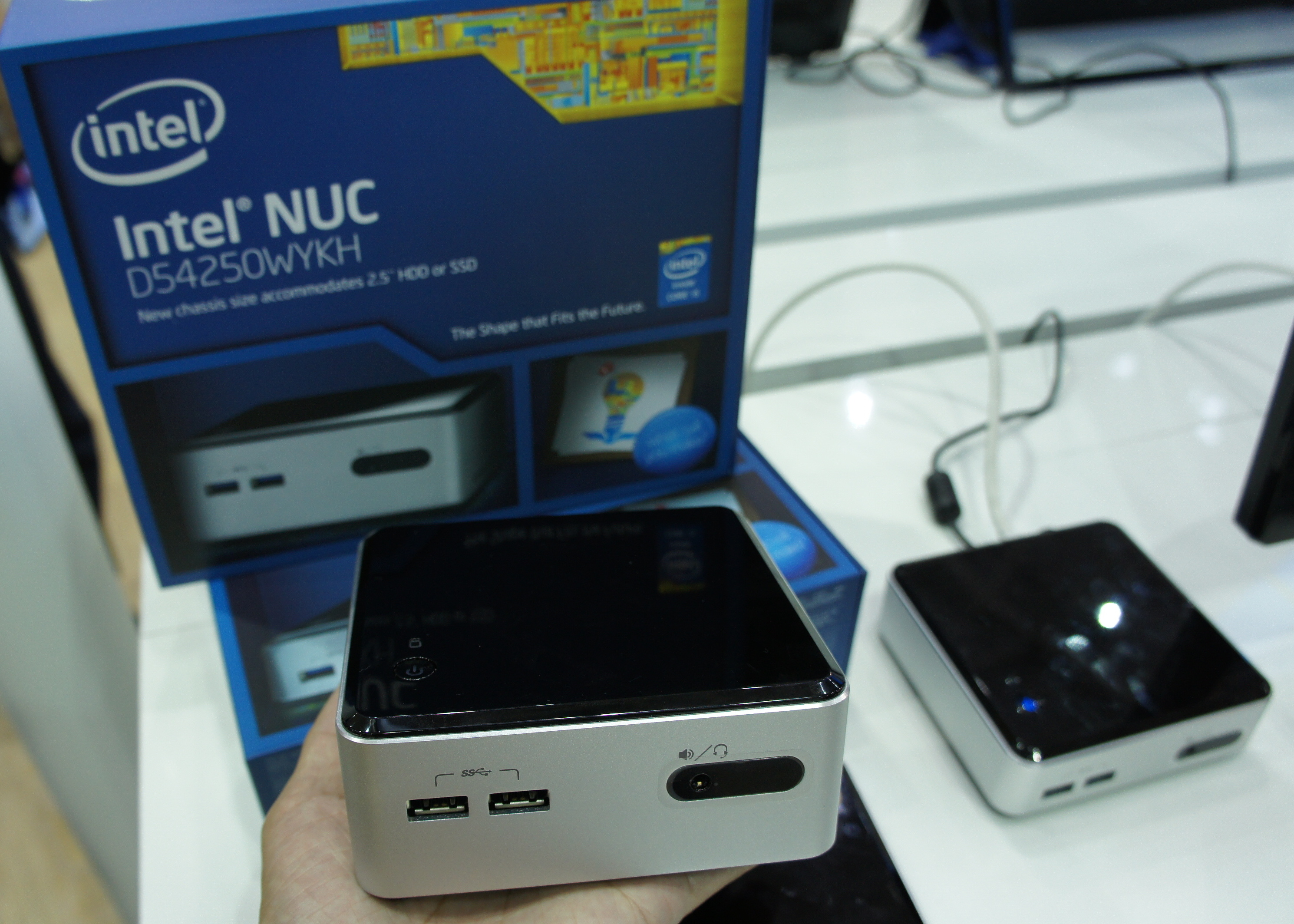
초소형 저전력 미니 피씨 NUC

인텔의 NUC는 가로세로 4인치 규격의 소형 폼 펙터인 저전력 미니 데스크탑 컴퓨터이며 아톰 프로세서부터 최신 i7 프로세서까지 수용한 다양한 사양의 미니 PC 제품군이다.
NUCserver는 특히 산업용으로 적용 가능하도록 내구성과 vPro 기술 기반 원격관리 기능을 탑재한 모델인 NUC5i5MYHE 모델과 그 후속 모델을  채택하여 서버 수준의 원격 관리 기능을 지원한다.
NUCserver는 크게 3가지 요소로 구성된다.

### NUC서버 범용 솔루션 (NUCserver Universal Solution)
NUC서버 범용 솔루션은 데이터 센터에 적용 가능한 업계 표준인 19인치 42U랙에 장착 가능한 최대 1.5U 높이의 슬라이딩 방식 랙 쉘프에 8대의 NUC와 각각의 NUC에 원격에서 전원을 공급하거나 차단할 수 있는 IP-PDU를 장착한 솔루션이다. 표준 42U랙에 최대 24세트 장착하여 총 192대의 NUC와 L2 스위치, L3 스위치 등 필요한 네트워크 장비를 장착할 수 있다.

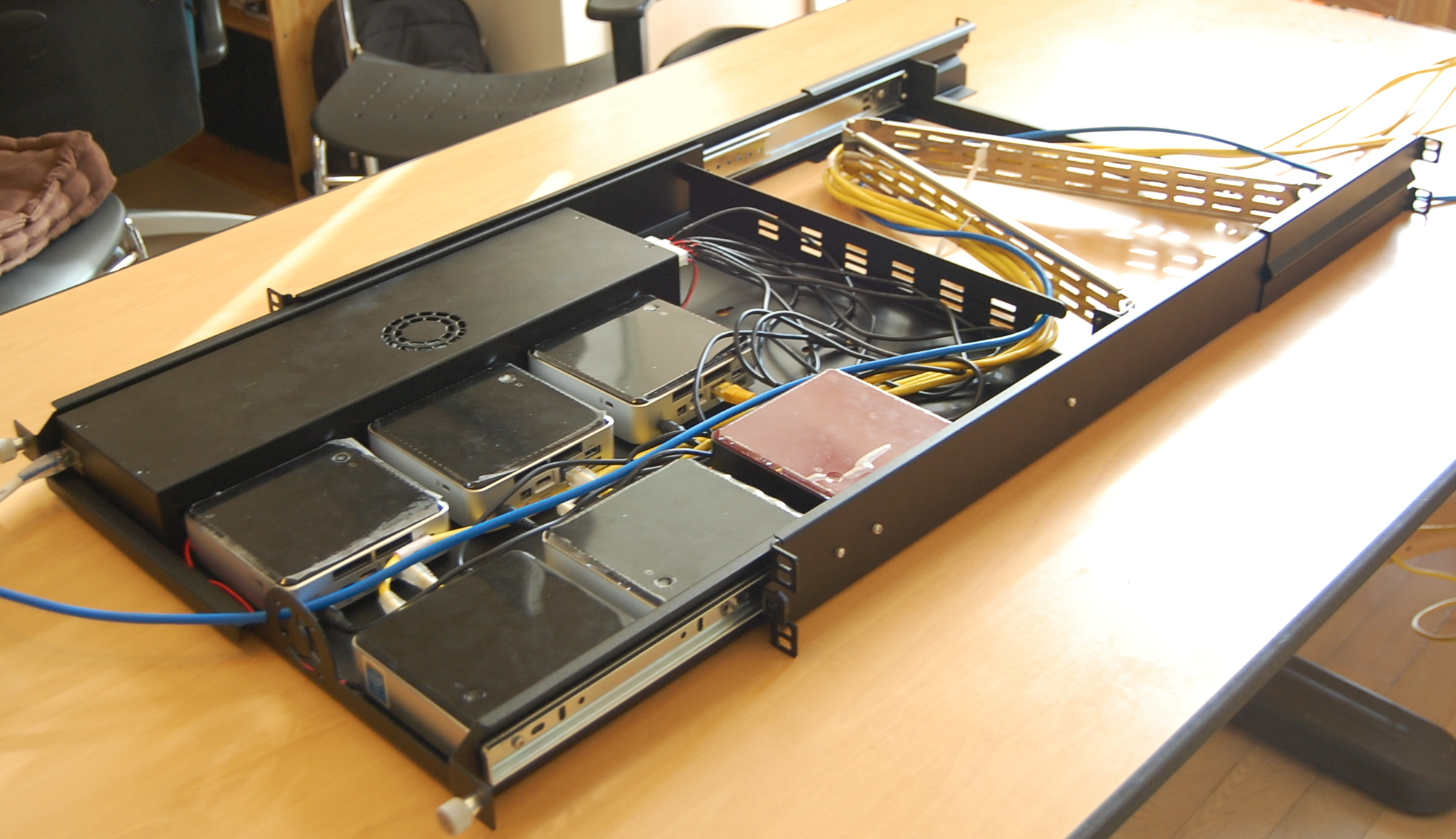
NUC서버 범용 솔루션

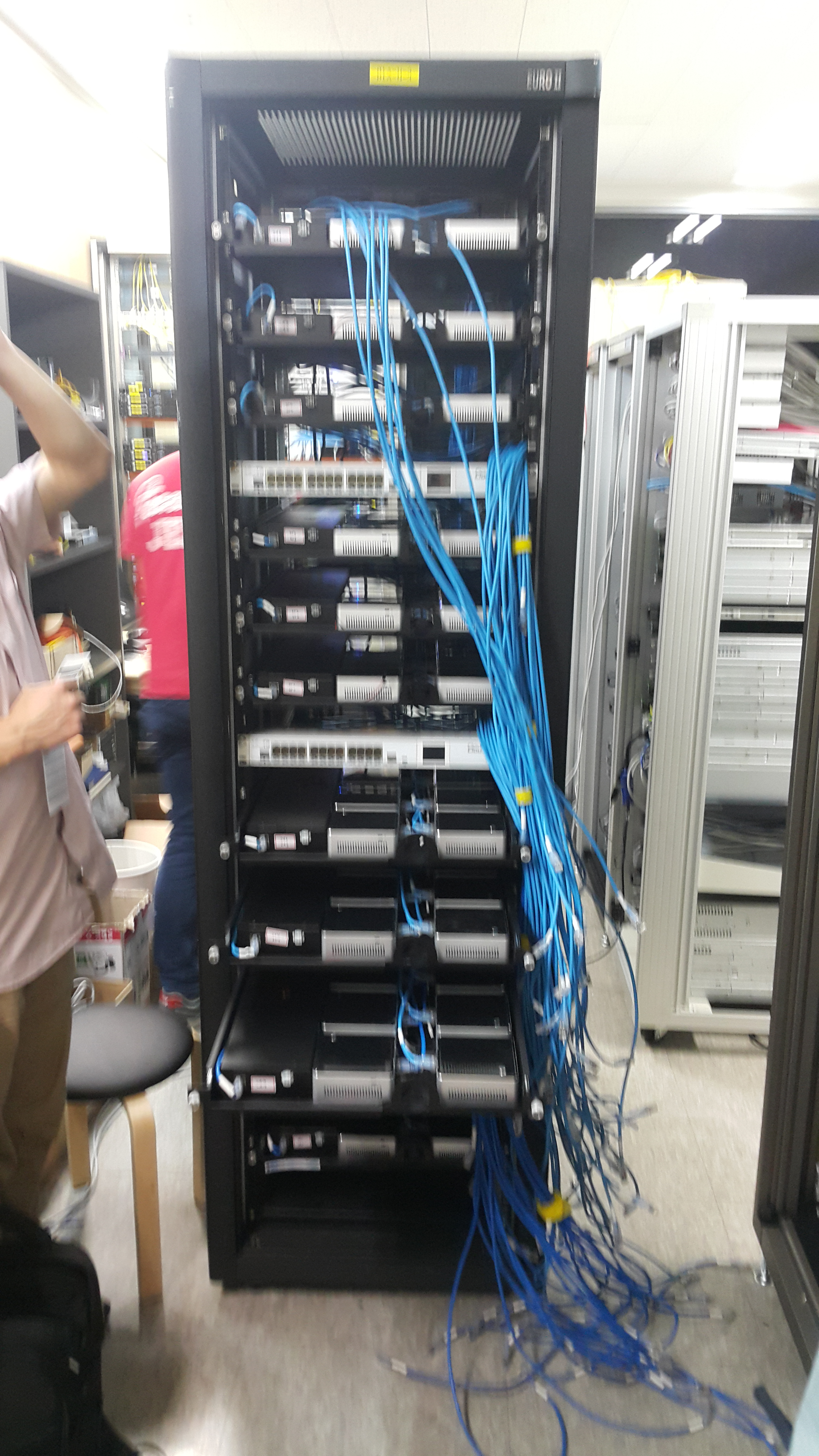
NUC서버 범용 솔루션 적용 예

### NUC서버 전용 솔루션 (NUCserver Custom Solution)
NUC서버 전용 솔루션은 NUC서버 범용 솔루션과 동일하게  8대의 NUC와  IP-PDU를 내장하는 최대 3U 높이 전용 랙 쉘프를 전후면 합쳐 24세트까지 장착 가능한 솔루션이다. 다만 표준 19인치 42U랙에 비해 반절 정도인 60센티미터 깊이로 공간을 절약하면서 NUC관리 편의성을 높였고 범용 솔루션과 동일하게 총 192대의 NUC와 L2 스위치, L3 스위치 등 필요한 네트워크 장비를 장착할 수 있다.

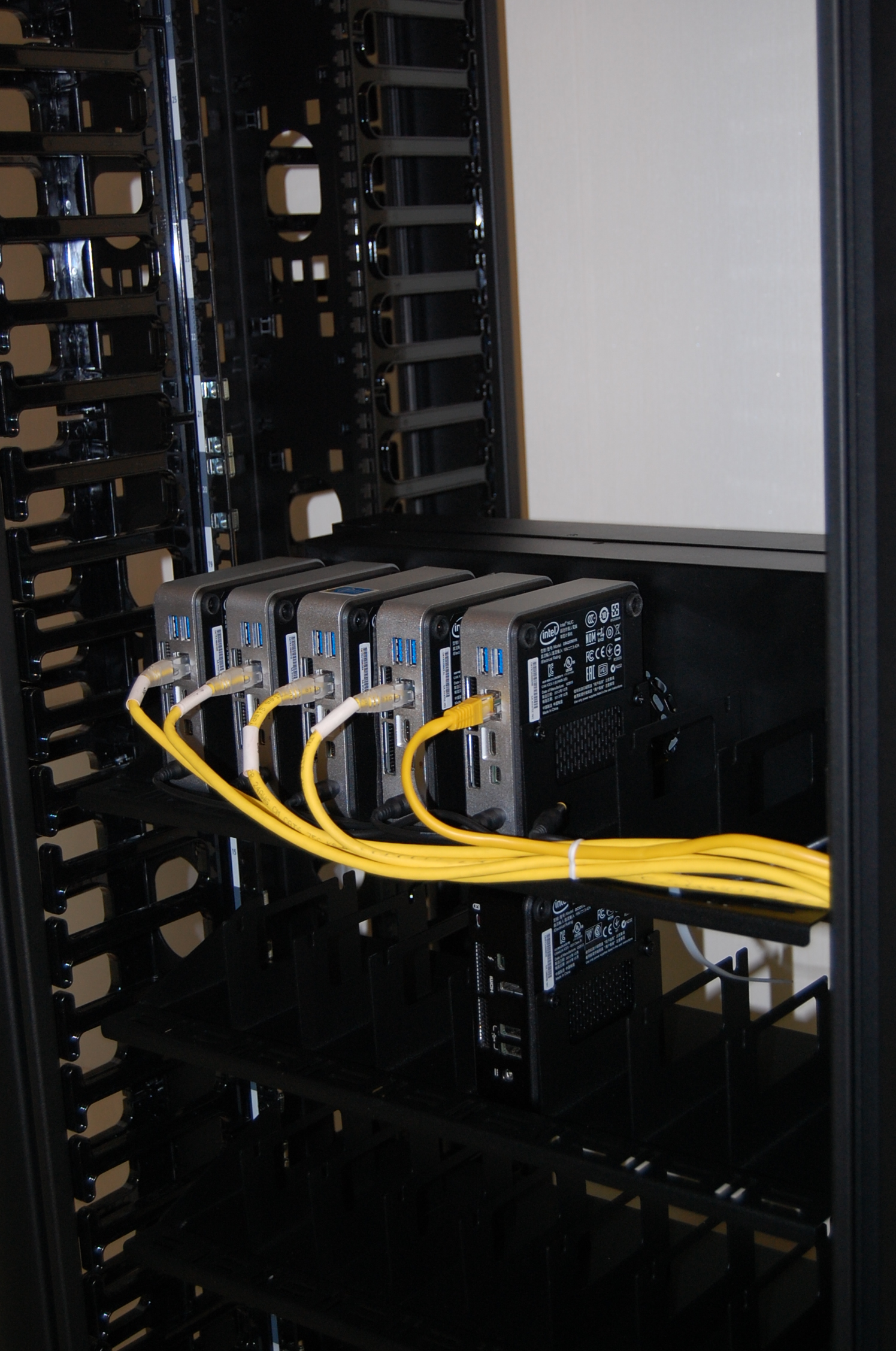
NUC서버 전용 솔루션 랙쉘프

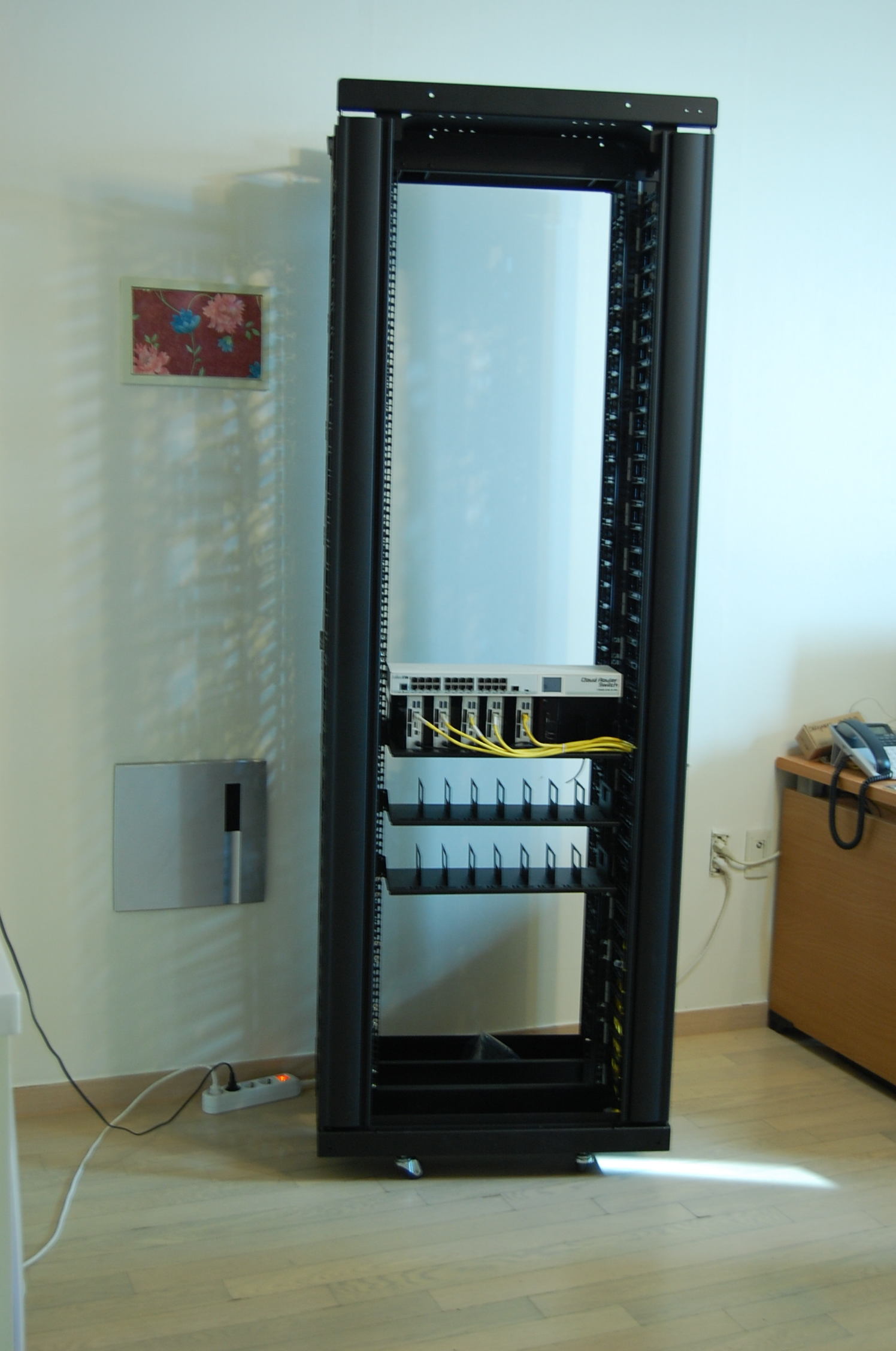
NUC서버 전용솔루션 전체

### NUC서버 원격 관리 솔루션 (NUCserver Remote Custom Solution)
NUC서버 관리 솔루션은 NUC서버 전용, 범용 솔루션에 설치된 대량의 NUC를 통합 관리하기 위한 솔루션이다. 인텔의 vPro 기술을 이용하여 일반적인 서버에서 제공하는 IPMI 2.0 과 대동소이 한 관리 기능을 제공한다. 특히 전용 IP-PDU  관리와 통합하여 대량의 NUC  들을 그룹화 하고 전원을 물리적 또는 논리적으로 제어하거나 원격으로 BIOS 세팅, 운영체제 재설치 할 수 있으며 사용자의 요청시 원격으로 화면을 제어할 수 있다.

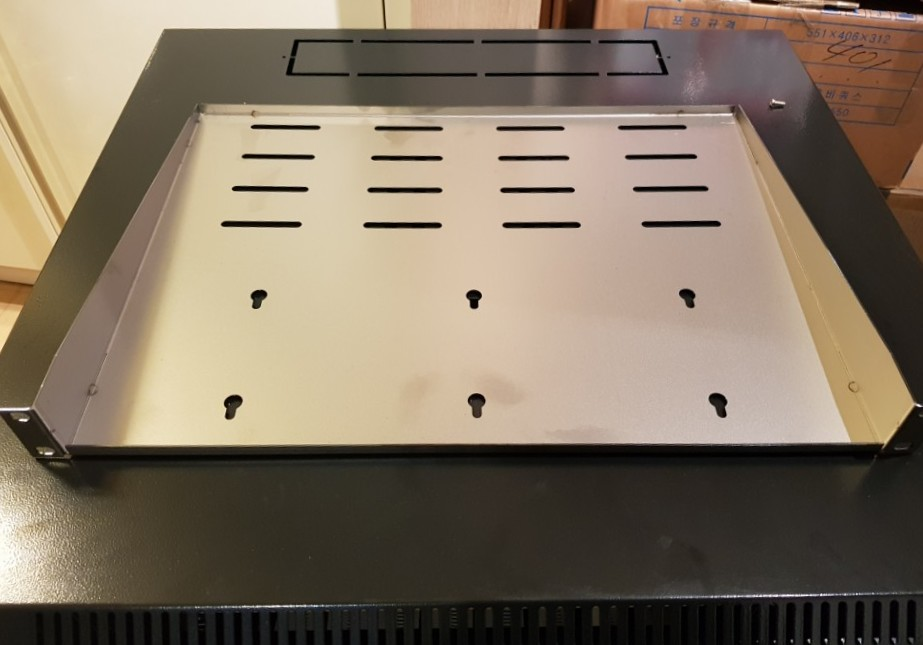
3대 NUC 랙 쉘프
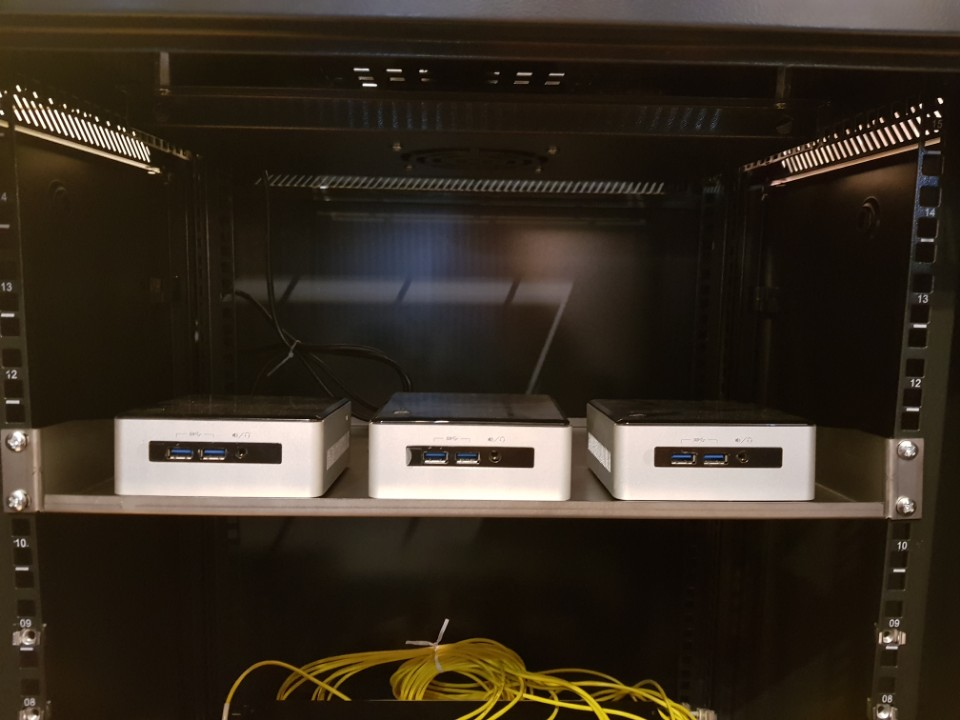
설치된 3대 NUC 랙 쉘프
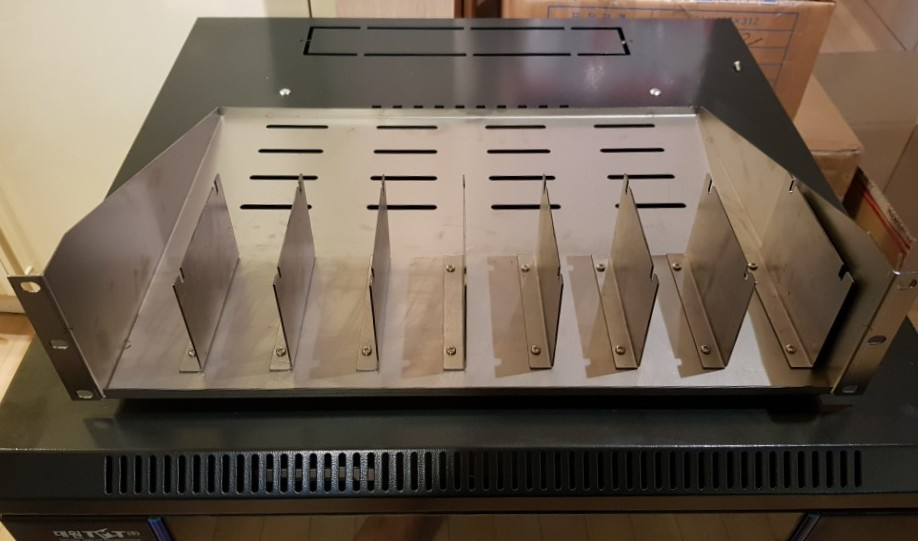
8대 NUC 랙 쉘프
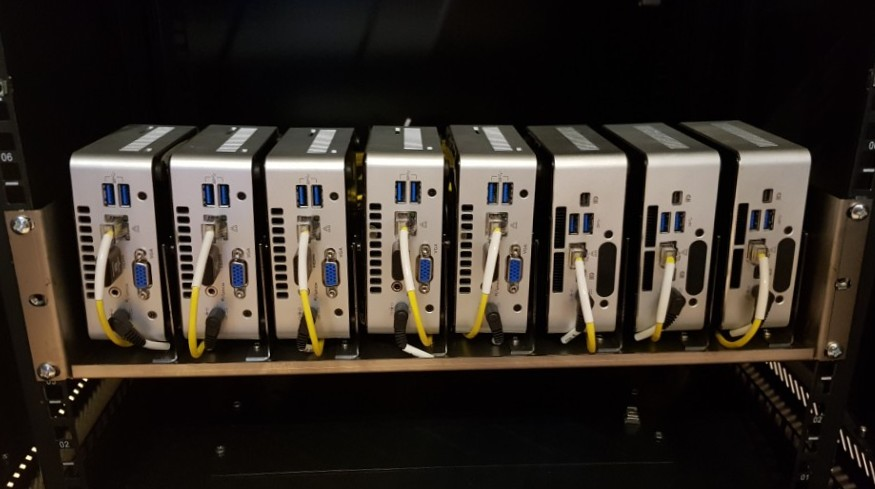
설치된 8대 NUC 랙 쉘프
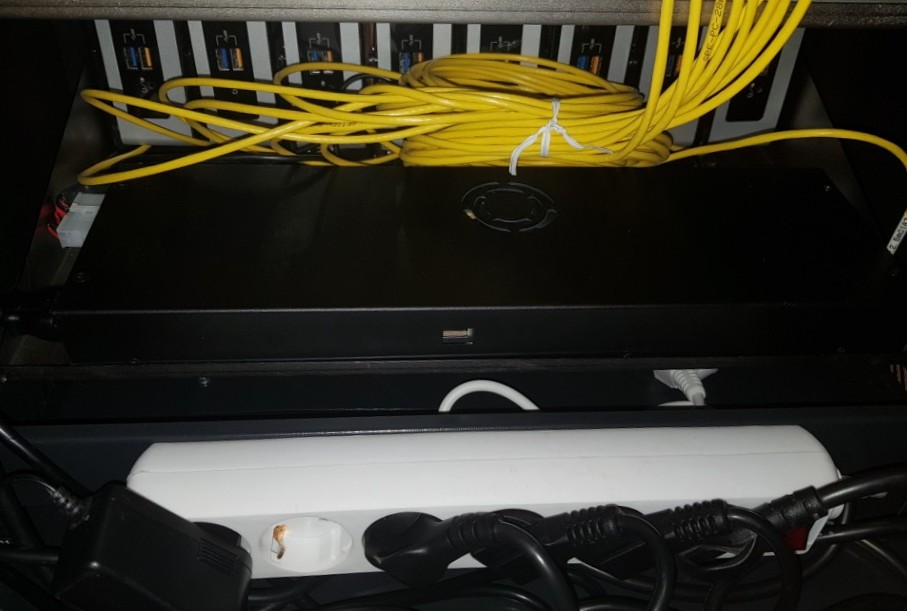
뒷면 모습
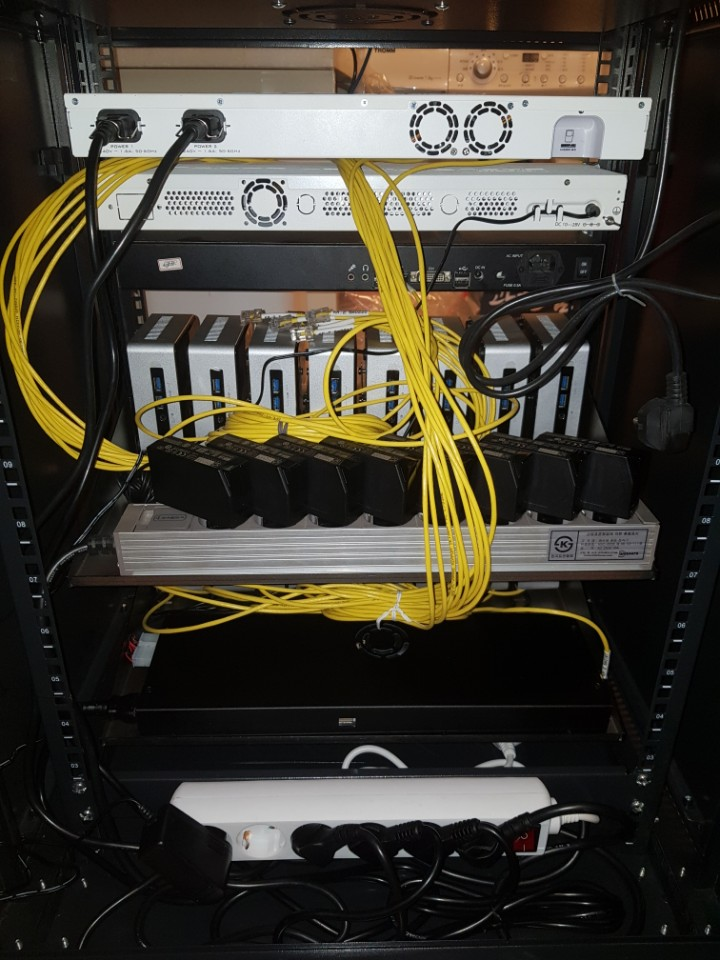
뒷면 모습
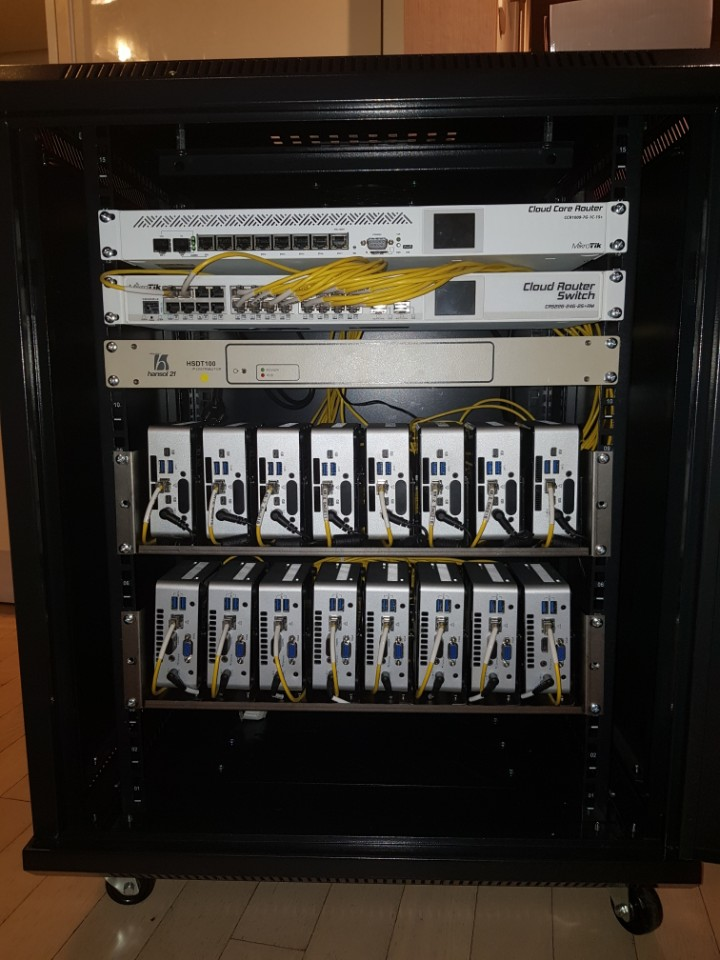
전체 16대 NUC, 스위치, 라우터 그리고 NAS
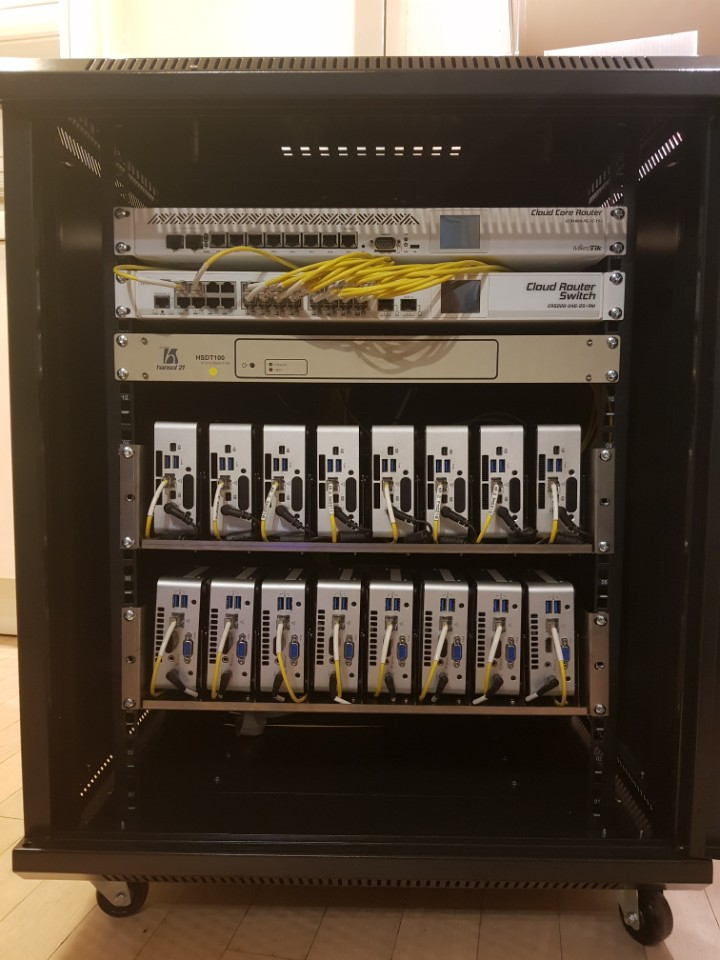
16대 NUC, 스위치, 라우터 그리고 NAS
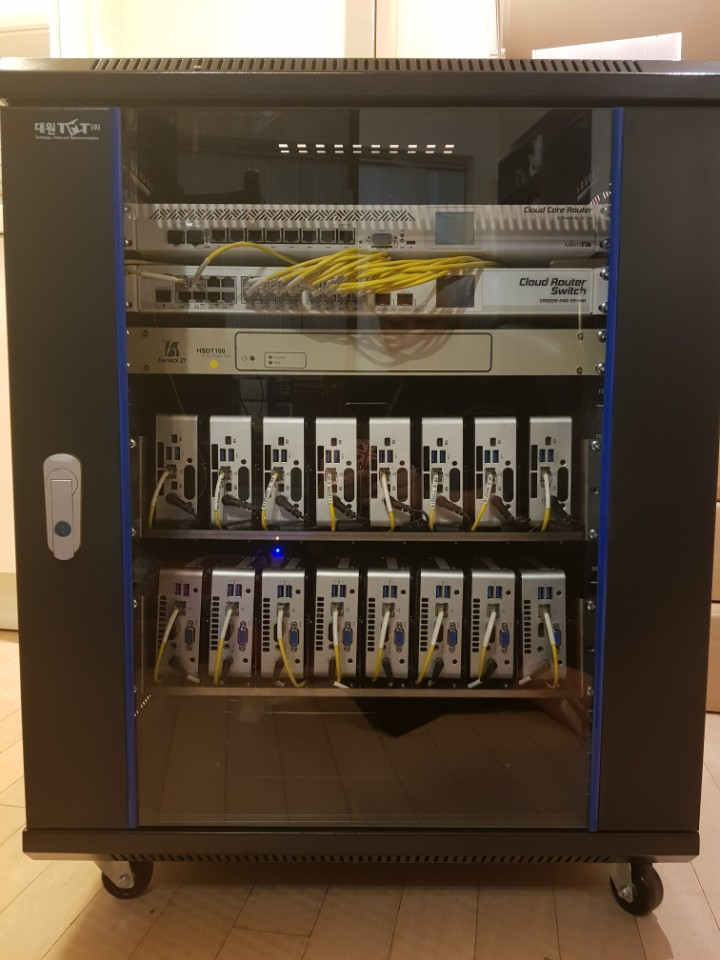
16대 NUC, 스위치, 라우터 그리고 NAS
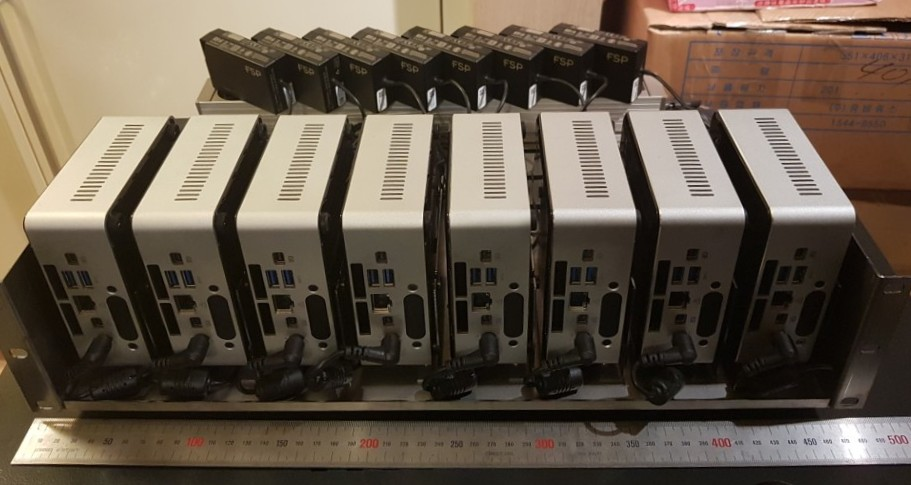
멀티 파워 커넥터 위에 전체 8대의 NUC와 좌측을 향하는 PSU 8개
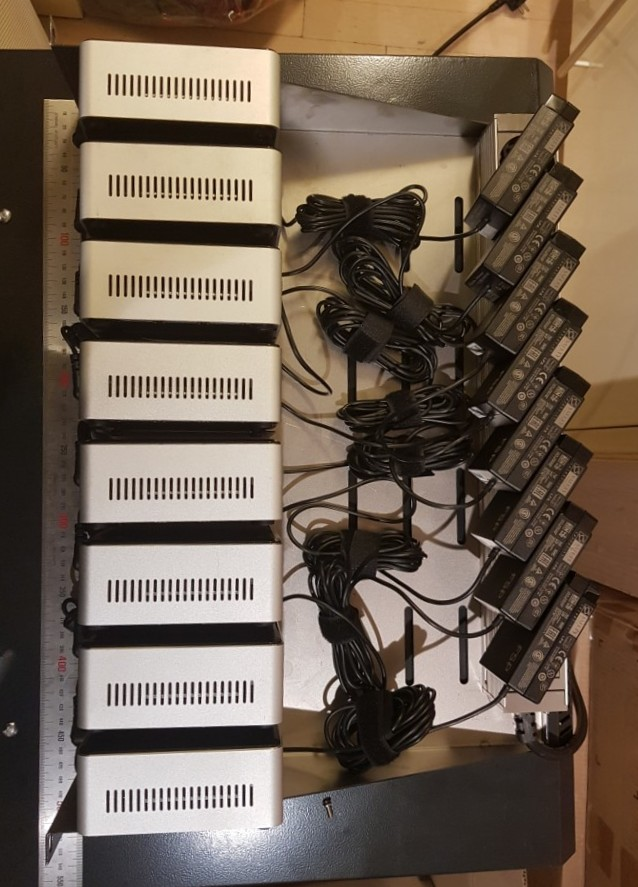
좌측을 향하는 8개의 멀티 파워 커넥터가 랙 쉘프에 잘 끼워 진 것을 볼 수 있다.